# Sylvains-les-Moulins
Sylvains-les-Moulins é uma comuna francesa na região administrativa da Normandia, no departamento de Eure. Estende-se por uma área de 21,48 km². Em 2010 a comuna tinha 1 325 habitantes (densidade: 61,7 hab./km²).